# Torneo Clausura 2010 (Bolivia)
El Torneo Clausura Entel 2010 de la Liga de Fútbol Profesional Boliviano se jugó bajo el sistema todos contra todos: los doce clubes compiten en dos ruedas (una como local y la otra de visitante), jugando un total de 22 partidos cada uno. Cada club recibió tres puntos por partido ganado, uno por partido empatado y cero por partido perdido. Los clubes fueron clasificados por puntos con los siguientes criterios de desempate (en orden): diferencia de goles, goles anotados y resultados directos entre equipos empatados.

## Equipos participantes
| Equipo            | Entrenador            | Ciudad     | Estadio                         | Capacidad |
| ----------------- | --------------------- | ---------- | ------------------------------- | --------- |
| Aurora            | Julio Alberto Zamora  | Cochabamba | Estadio Félix Capriles          | 32.000    |
| Blooming          | Carlos Aragonés       | Santa Cruz | Estadio Ramón Tahuichi Aguilera | 40.000    |
| Bolívar           | Néstor Clausen        | La Paz     | Estadio Hernando Siles          | 48.000    |
| Guabirá           | Claudio Chacior       | Montero    | Estadio Gilberto Parada         | 18.000    |
| La Paz FC         | Félix Berdeja         | La Paz     | Estadio Hernando Siles          | 48.000    |
| Oriente Petrolero | Gustavo Quinteros     | Santa Cruz | Estadio Ramón Tahuichi Aguilera | 40.000    |
| Real Mamoré       | Buenaventura Ferreira | Trinidad   | Estadio Gran Mamoré             | 12.000    |
| Real Potosí       | Sergio Apaza          | Potosí     | Estadio Víctor Agustín Ugarte   | 35.000    |
| San José          | Juan José Grimi       | Oruro      | Estadio Jesús Bermúdez          | 40.000    |
| The Strongest     | Néstor Craviotto      | La Paz     | Estadio Hernando Siles          | 48.000    |
| Universitario     | Javier Vega           | Sucre      | Estadio Olímpico Patria         | 32.000    |
| Wilstermann       | Jorge Brandoni        | Cochabamba | Estadio Félix Capriles          | 32.000    |

## Cambios de entrenadores
| Equipo      | Antiguo Entrenador  | Fecha de Inicio del Nuevo DT | Nuevo Entrenador      |
| ----------- | ------------------- | ---------------------------- | --------------------- |
| La Paz FC   | Miguel Sanabria     | 8 de septiembre del 2010     | Vacante               |
| Real Mamoré | Sergio Óscar Luna   | 22 de septiembre del 2010    | Buenaventura Ferreira |
| Wilstermann | Eduardo Villegas    | 5 de octubre del 2010        | Jorge Brandoni        |
| San José    | Marcos Ferrufino    | 17 de noviembre del 2010     | Juan José Grimi       |
| Real Potosí | Víctor Hugo Andrada | 21 de noviembre del 2010     | Vacante               |

## Tabla general
|                   | Pos. | Equipos               | Pts. | PJ | PG | PE | PP | GF | GC | Dif. |
| ----------------- | ---- | --------------------- | ---- | -- | -- | -- | -- | -- | -- | ---- |
|                   | 1º   | Oriente Petrolero (C) | 40   | 22 | 12 | 4  | 6  | 38 | 26 | +12  |
|                   | 2º   | Bolívar               | 36   | 22 | 10 | 6  | 6  | 37 | 28 | +9   |
| Copa Sudamericana | 3º   | Aurora                | 34   | 22 | 10 | 4  | 8  | 37 | 30 | +4   |
|                   | 4º   | San José              | 34   | 22 | 10 | 4  | 8  | 39 | 37 | +2   |
|                   | 5º   | Guabirá               | 32   | 22 | 9  | 5  | 8  | 22 | 28 | -6   |
|                   | 6º   | Blooming              | 31   | 22 | 9  | 4  | 9  | 28 | 26 | +2   |
|                   | 7º   | Real Potosí           | 29   | 22 | 8  | 5  | 9  | 38 | 35 | +3   |
|                   | 8º   | The Strongest *       | 29   | 22 | 10 | 2  | 10 | 37 | 36 | +1   |
|                   | 9º   | Real Mamoré           | 28   | 22 | 7  | 7  | 8  | 21 | 30 | -9   |
|                   | 10º  | La Paz FC             | 26   | 22 | 7  | 5  | 10 | 33 | 36 | -3   |
|                   | 11º  | Wilstermann           | 22   | 22 | 5  | 7  | 10 | 26 | 32 | -6   |
|                   | 12º  | Universitario         | 22   | 22 | 5  | 7  | 10 | 24 | 33 | -9   |

|                   |                                                                                          |
|                   | Campeón del Torneo Clausura y clasificado para la Copa Libertadores 2011 como Bolivia 2. |
|                   | Clasificado para la Copa Libertadores 2011 como Bolivia 3.                               |
| Copa Sudamericana | Clasificado para la Copa Sudamericana 2011 como Bolivia 1.                               |

- Se le descontaron 3 puntos a The Strongest.

## Resultados
| La Paz FC     | 1 - 2 | Real Potosí       | Hernando Siles  | 24 de julio | 15:30 |
| The Strongest | 4 - 2 | Aurora            | Hernando Siles  | 25 de julio | 15:15 |
| Universitario | 2 - 2 | San José          | Olímpico Patria | 25 de julio | 15:30 |
| Guabirá       | 1 - 1 | Oriente Petrolero | Gilberto Parada | 25 de julio | 16:00 |
| Wilstermann   | 0 - 1 | Bolívar           | Félix Capriles  | 25 de julio | 17:30 |
| Real Mamoré   | 1 - 1 | Blooming          | Gran Mamoré     | 25 de julio | 19:30 |

| Universitario     | 3 - 1 | La Paz FC     | Olímpico Patria         | 31 de julio | 15:30 |
| Aurora            | 1 - 0 | Guabirá       | Félix Capriles          | 31 de julio | 18:00 |
| San José          | 2 - 0 | Blooming      | Jesús Bermúdez          | 1 de agosto | 15:30 |
| Bolívar           | 2 - 2 | The Strongest | Hernando Siles          | 1 de agosto | 16:00 |
| Real Mamoré       | 0 - 0 | Wilstermann   | Gran Mamoré             | 1 de agosto | 16:00 |
| Oriente Petrolero | 3 - 1 | Real Potosí   | Ramón Tahuichi Aguilera | 1 de agosto | 18:00 |

| Guabirá       | 1 - 0 | Bolívar           | Gilberto Parada         | 7 de agosto  | 18:00 |
| La Paz FC     | 0 - 0 | Oriente Petrolero | Hernando Siles          | 8 de agosto  | 14:00 |
| Wilstermann   | 1 - 3 | San José          | Félix Capriles          | 8 de agosto  | 16:00 |
| The Strongest | 3 - 0 | Real Mamoré       | Hernando Siles          | 8 de agosto  | 16:00 |
| Blooming      | 2 - 1 | Universitario     | Ramón Tahuichi Aguilera | 8 de agosto  | 18:00 |
| Real Potosí   | 2 - 1 | Aurora            | Víctor Agustín Ugarte   | 25 de agosto | 20:00 |

| Bolívar       | 2 - 0 | Real Potosí       | Hernando Siles          | 14 de agosto | 16:00 |
| Blooming      | 2 - 0 | La Paz FC         | Ramón Tahuichi Aguilera | 14 de agosto | 18:00 |
| Universitario | 1 - 1 | Wilstermann       | Olímpico Patria         | 14 de agosto | 19:00 |
| San José      | 3 - 2 | The Strongest     | Jesús Bermúdez          | 15 de agosto | 15:30 |
| Aurora        | 2 - 0 | Oriente Petrolero | Félix Capriles          | 15 de agosto | 18:00 |
| Real Mamoré   | 0 - 0 | Guabirá           | Gran Mamoré             | 15 de agosto | 18:00 |

| Real Potosí       | 4 - 0 | Real Mamoré   | Víctor Agustín Ugarte   | 21 de agosto     | 15:30 |
| La Paz FC         | 1 - 1 | Aurora        | Hernando Siles          | 22 de agosto     | 14:00 |
| Wilstermann       | 0 - 1 | Blooming      | Félix Capriles          | 22 de agosto     | 16:00 |
| Guabirá           | 3 - 1 | San José      | Gilberto Parada         | 22 de agosto     | 16:00 |
| The Strongest     | 3 - 0 | Universitario | Hernando Siles          | 22 de agosto     | 16:00 |
| Oriente Petrolero | 2 - 4 | Bolívar       | Ramón Tahuichi Aguilera | 22 de septiembre | 20:30 |

| San José      | 2 - 3 | Real Potosí       | Jesús Bermúdez          | 28 de agosto | 16:00 |
| Wilstermann   | 4 - 2 | La Paz FC         | Félix Capriles          | 28 de agosto | 18:00 |
| Bolívar       | 1 - 0 | Aurora            | Hernando Siles          | 29 de agosto | 16:00 |
| Real Mamoré   | 3 - 2 | Oriente Petrolero | Gran Mamoré             | 29 de agosto | 16:00 |
| Universitario | 2 - 0 | Guabirá           | Olímpico Patria         | 29 de agosto | 16:00 |
| Blooming      | 2 - 1 | The Strongest     | Ramón Tahuichi Aguilera | 29 de agosto | 18:00 |

| The Strongest     | 2 - 1 | Wilstermann   | Hernando Siles          | 4 de septiembre | 16:00 |
| Oriente Petrolero | 2 - 1 | San José      | Ramón Tahuichi Aguilera | 4 de septiembre | 18:00 |
| Real Potosí       | 1 - 1 | Universitario | Víctor Agustín Ugarte   | 5 de septiembre | 15:30 |
| La Paz FC         | 1 - 3 | Bolívar       | Hernando Siles          | 5 de septiembre | 16:00 |
| Guabirá           | 0 - 0 | Blooming      | Gilberto Parada         | 5 de septiembre | 18:00 |
| Aurora            | 3 - 0 | Real Mamoré   | Félix Capriles          | 5 de septiembre | 20:00 |

| Wilstermann   | 1 - 1 | Guabirá           | Félix Capriles          | 8 de septiembre  | 19:00 |
| The Strongest | 1 - 3 | La Paz FC         | Hernando Siles          | 8 de septiembre  | 20:00 |
| Blooming      | 2 - 2 | Real Potosí       | Ramón Tahuichi Aguilera | 8 de septiembre  | 20:30 |
| Real Mamoré   | 2 - 1 | Bolívar           | Gran Mamoré             | 9 de septiembre  | 20:00 |
| San José      | 3 - 3 | Aurora            | Jesús Bermúdez          | 10 de septiembre | 20:00 |
| Universitario | 1 - 2 | Oriente Petrolero | Olímpico Patria         | 29 de agosto     | 20:00 |

| Guabirá           | 2 - 1 | The Strongest | Gilberto Parada         | 11 de septiembre | 18:00 |
| La Paz FC         | 1 - 0 | Real Mamoré   | Hernando Siles          | 12 de septiembre | 14:00 |
| Real Potosí       | 2 - 1 | Wilstermann   | Víctor Agustín Ugarte   | 12 de septiembre | 15:30 |
| Aurora            | 2 - 1 | Universitario | Félix Capriles          | 12 de septiembre | 16:00 |
| Bolívar           | 0 - 0 | San José      | Hernando Siles          | 12 de septiembre | 16:00 |
| Oriente Petrolero | 1 - 0 | Blooming      | Ramón Tahuichi Aguilera | 12 de septiembre | 18:00 |

| San José      | 1 - 0 | Real Mamoré       | Jesús Bermúdez          | 18 de septiembre | 16:00 |
| Universitario | 1 - 0 | Bolívar           | Olímpico Patria         | 18 de septiembre | 18:00 |
| Wilstermann   | 4 - 2 | Oriente Petrolero | Félix Capriles          | 19 de septiembre | 16:00 |
| The Strongest | 4 - 2 | Real Potosí       | Hernando Siles          | 19 de septiembre | 16:00 |
| Guabirá       | 1 - 0 | La Paz FC         | Gilberto Parada         | 19 de septiembre | 16:30 |
| Blooming      | 0 - 1 | Aurora            | Ramón Tahuichi Aguilera | 19 de septiembre | 18:00 |

| La Paz FC         | 4 - 3 | San José      | Hernando Siles          | 25 de septiembre | 16:00 |
| Real Mamoré       | 2 - 0 | Universitario | Gran Mamoré             | 25 de septiembre | 18:00 |
| Real Potosí       | 4 - 0 | Guabirá       | Víctor Agustín Ugarte   | 26 de septiembre | 15:30 |
| Aurora            | 2 - 2 | Wilstermann   | Félix Capriles          | 26 de septiembre | 16:00 |
| Bolívar           | 1 - 0 | Blooming      | Hernando Siles          | 26 de septiembre | 16:00 |
| Oriente Petrolero | 4 - 0 | The Strongest | Ramón Tahuichi Aguilera | 26 de septiembre | 18:00 |

| Real Potosí       | 2 - 3 | La Paz FC     | Víctor Augustín Ugarte  | 2 de octubre | 15:30 |
| Blooming          | 3 - 0 | Real Mamoré   | Ramón Tahuichi Aguilera | 2 de octubre | 18:00 |
| San José          | 2 - 1 | Universitario | Jesús Bermúdez          | 3 de octubre | 15:30 |
| Bolívar           | 0 - 0 | Wilstermann   | Hernando Siles          | 3 de octubre | 16:00 |
| Aurora            | 2 - 1 | The Strongest | Félix Capriles          | 3 de octubre | 16:00 |
| Oriente Petrolero | 1 - 0 | Guabirá       | Ramón Tahuichi Aguilera | 3 de octubre | 18:00 |

| The Strongest | 3 - 2 | Bolívar           | Hernando Siles          | 13 de octubre   | 20:00 |
| La Paz FC     | 1 - 1 | Universitario     | Hernando Siles          | 27 de octubre   | 16:00 |
| Wilstermann   | 2 - 0 | Real Mamoré       | Félix Capriles          | 27 de octubre   | 20:00 |
| Blooming      | 2 - 2 | San José          | Ramón Tahuichi Aguilera | 27 de octubre   | 20:30 |
| Guabirá       | 1 - 0 | Aurora            | Gilberto Parada         | 28 de octubre   | 20:00 |
| Real Potosí   | 1 - 2 | Oriente Petrolero | Víctor Augustín Ugarte  | 24 de noviembre | 20:00 |

| San José          | 2 - 0 | Wilstermann   | Jesús Bermúdez          | 10 de octubre | 15:30 |
| Real Mamoré       | 1 - 0 | The Strongest | Gran Mamoré             | 10 de octubre | 16:00 |
| Bolívar           | 4 - 2 | Guabirá       | Hernando Siles          | 10 de octubre | 16:00 |
| Aurora            | 0 - 2 | Real Potosí   | Félix Capriles          | 10 de octubre | 16:00 |
| Universitario     | 0 - 2 | Blooming      | Olímpico Patria         | 10 de octubre | 18:00 |
| Oriente Petrolero | 1 - 0 | La Paz FC     | Ramón Tahuichi Aguilera | 10 de octubre | 18:00 |

| La Paz FC         | 4 - 1 | Blooming      | Hernando Siles          | 17 de octubre | 14:00 |
| Real Potosí       | 1 - 1 | Bolívar       | Víctor Augustín Ugarte  | 17 de octubre | 16:00 |
| Guabirá           | 0 - 0 | Real Mamoré   | Gilberto Parada         | 17 de octubre | 16:00 |
| The Strongest     | 1 - 2 | San José      | Hernando Siles          | 17 de octubre | 16:00 |
| Wilstermann       | 2 - 2 | Universitario | Félix Capriles          | 17 de octubre | 16:00 |
| Oriente Petrolero | 2 - 2 | Aurora        | Ramón Tahuichi Aguilera | 17 de octubre | 18:00 |

| Aurora        | 2 - 1 | La Paz FC         | Félix Capriles          | 23 de octubre | 18:00 |
| Universitario | 1 - 0 | The Strongest     | Olímpico Patria         | 24 de octubre | 16:00 |
| San José      | 5 - 1 | Guabirá           | Jesús Bermúdez          | 24 de octubre | 16:00 |
| Real Mamoré   | 2 - 1 | Real Potosí       | Gran Mamoré             | 24 de octubre | 16:00 |
| Bolívar       | 2 - 1 | Oriente Petrolero | Hernando Siles          | 24 de octubre | 16:00 |
| Blooming      | 3 - 0 | Wilstermann       | Ramón Tahuichi Aguilera | 24 de octubre | 18:00 |

| La Paz FC         | 1 - 0 | Wilstermann   | Hernando Siles          | 3 de noviembre | 18:00 |
| Guabirá           | 1 - 0 | Universitario | Gilberto Parada         | 3 de noviembre | 19:00 |
| The Strongest     | 2 - 1 | Blooming      | Hernando Siles          | 3 de noviembre | 20:00 |
| Real Potosí       | 1 - 3 | San José      | Víctor Augustín Ugarte  | 3 de noviembre | 20:00 |
| Aurora            | 3 - 2 | Bolívar       | Félix Capriles          | 3 de noviembre | 20:30 |
| Oriente Petrolero | 2 - 0 | Real Mamoré   | Ramón Tahuichi Aguilera | 3 de noviembre | 20:30 |

| Wilstermann   | 3 - 1 | The Strongest     | Félix Capriles          | 31 de octubre | 16:00 |
| Universitario | 1 - 1 | Real Potosí       | Olímpico Patria         | 31 de octubre | 16:00 |
| San José      | 0 - 3 | Oriente Petrolero | Jesús Bermúdez          | 31 de octubre | 16:00 |
| Bolívar       | 4 - 4 | La Paz FC         | Hernando Siles          | 31 de octubre | 16:00 |
| Blooming      | 2 - 3 | Guabirá           | Ramón Tahuichi Aguilera | 31 de octubre | 18:00 |
| Real Mamoré   | 2 - 1 | Aurora            | Gran Mamoré             | 31 de octubre | 18:00 |

| Guabirá           | 2 - 1 | Wilstermann   | Gilberto Parada         | 6 de noviembre | 17:30 |
| La Paz FC         | 0 - 1 | The Strongest | Hernando Siles          | 7 de noviembre | 14:00 |
| Aurora            | 4 - 1 | San José      | Félix Capriles          | 7 de noviembre | 16:00 |
| Real Potosí       | 3 - 0 | Blooming      | Víctor Augustín Ugarte  | 7 de noviembre | 16:00 |
| Bolívar           | 2 - 2 | Real Mamoré   | Hernando Siles          | 7 de noviembre | 16:00 |
| Oriente Petrolero | 3 - 1 | Universitario | Ramón Tahuichi Aguilera | 7 de noviembre | 18:00 |

| Blooming      | 1 - 0 | Oriente Petrolero | Ramón Tahuichi Aguilera | 13 de octubre   | 20:30 |
| Real Mamoré   | 2 - 2 | La Paz FC         | Gran Mamoré             | 13 de noviembre | 18:00 |
| Universitario | 2 - 0 | Aurora            | Olímpico Patria         | 14 de noviembre | 15:30 |
| San José      | 0 - 1 | Bolívar           | Jesús Bermúdez          | 14 de noviembre | 15:30 |
| The Strongest | 1 - 0 | Guabirá           | Hernando Siles          | 14 de noviembre | 16:00 |
| Wilstermann   | 1 - 1 | Real Potosí       | Félix Capriles          | 14 de noviembre | 17:30 |

| La Paz FC         | 3 - 1 | Guabirá       | Hernando Siles          | 21 de noviembre | 14:00 |
| Real Mamoré       | 3 - 0 | San José      | Gran Mamoré             | 21 de noviembre | 16:00 |
| Bolívar           | 4 - 1 | Universitario | Hernando Siles          | 21 de noviembre | 16:00 |
| Aurora            | 2 - 1 | Blooming      | Félix Capriles          | 21 de noviembre | 16:00 |
| Real Potosí       | 2 - 3 | The Strongest | Víctor Augustín Ugarte  | 21 de noviembre | 16:00 |
| Oriente Petrolero | 3 - 1 | Wilstermann   | Ramón Tahuichi Aguilera | 21 de noviembre | 18:00 |

| Guabirá       | 2 - 0 | Real Potosí           | Gilberto Parada         | 28 de noviembre | 16:00 |
| The Strongest | 1 - 1 | Oriente Petrolero (C) | Hernando Siles          | 28 de noviembre | 16:00 |
| Aurora        | 0 - 1 | Wilstermann           | Félix Capriles          | 28 de noviembre | 16:00 |
| Blooming      | 2 - 0 | Bolívar               | Ramón Tahuichi Aguilera | 28 de noviembre | 16:00 |
| Universitario | 1 - 1 | Real Mamoré           | Olímpico Patria         | 28 de noviembre | 16:00 |
| San José      | 1 - 0 | La Paz FC             | Jesús Bermúdez          | 28 de noviembre | 16:00 |

| Campeón Oriente Petrolero 4º título de la era Liguera 5° título de Primera División |

## Goleadores
| Nombre | Nombre                      | Equipo        | Goles |
| ------ | --------------------------- | ------------- | ----- |
| 1      | William Ferreira            | Bolívar       | 14    |
| 2      | José Alfredo Castillo       | Blooming      | 12    |
| -      | Pablo Vázquez               | The Strongest | 12    |
| 3      | José Carlos Santos da Silva | Bolívar       | 11    |
| -      | Cristian Ruíz               | Real Potosí   | 11    |
| 4      | Regis de Souza              | San José      | 10    |
| -      | Roberto Galindo             | Universitario | 10    |
| 5      | Jair Reynoso                | Aurora        | 9     |
| -      | Juan Maraude                | Real Mamoré   | 9     |

## Descensos y Ascensos
Al final del año, Wilstermann tuvo el más bajo promedio (puntos / partidos jugados) de la penúltima (2009) y la presente temporada anual (2010), considerando los torneos Apertura "hasta los hexagonales A-B" y torneos Clausura "completo", en consecuencia descendió a su respectiva asociación departamental y fue reemplazado en la temporada 2011/12 por Nacional Potosí el cual se proclamó Campeón de la Copa Simón Bolívar 2010 (descenso directo). El equipo con el segundo promedio más bajo que fue Real Mamoré disputó una serie con Real América, Subcampeón de la Copa Simón Bolívar 2010, donde el ganador participó en la LFPB la temporada 2011/12 (descenso indirecto).

| Pos. | Equipo            | 2009 | 2010 | Total | PJ | Prom.  |
| ---- | ----------------- | ---- | ---- | ----- | -- | ------ |
| 1.   | Bolívar           | 65   | 64   | 129   | 68 | 1.8970 |
| 2.   | Oriente Petrolero | 54   | 62   | 116   | 68 | 1.7059 |
| 3.   | Real Potosí       | 61   | 45   | 106   | 68 | 1.5588 |
| 4.   | San José          | 50   | 52   | 102   | 68 | 1.5000 |
| 5.   | The Strongest     | 53   | 48   | 101   | 68 | 1.4853 |
| 6.   | Universitario     | 52   | 38   | 90    | 68 | 1.3236 |
| 7.   | Aurora            | 37   | 51   | 88    | 68 | 1.2941 |
| 8.   | Guabirá           | -    | 44   | 44    | 34 | 1.2941 |
| 9.   | Blooming          | 45   | 42   | 87    | 68 | 1.2794 |
| 10.  | La Paz FC         | 42   | 40   | 82    | 68 | 1.2059 |
| 11.  | Real Mamoré       | 33   | 40   | 73    | 68 | 1.0735 |
| 12.  | Wilstermann       | 32   | 40   | 72    | 68 | 1.0588 |

|  |                                                                                           |
|  | Disputó el descenso indirecto contra el 2º de la Copa Simón Bolívar que fue Real América. |
|  | Descendió al Nacional B 2011/12.                                                          |

### Ascenso - Descenso Indirecto
| Club         | I | V |
| ------------ | - | - |
| Real América | 1 | 3 |
| Real Mamoré  | 2 | 4 |

I = Ida ; V = Vuelta
|  | Real Mamoré: Jugará en 1ª División. |